# Merv Griffin
Mervyn Edward "Merv" Griffin, Jr. (San Mateo (California), 6 de julio de 1925-Los Ángeles, 12 de agosto de 2007) fue un presentador televisivo, músico, actor, y empresario de los medios de comunicación estadounidense. Empezó su carrera como cantante en la radio y en las grandes bandas, actuando posteriormente en el cine y en el teatro en Broadway. Desde 1965 hasta 1986, Griffin presentó su propio talk show, The Merv Griffin Show, producido por Group W (Westinghouse Broadcasting). Griffin creó los concursos Jeopardy!, Wheel of Fortune, Click y Merv Griffin's Crosswords a través de sus propias empresas de producción televisiva, Merv Griffin Enterprises y posteriormente Merv Griffin Entertainment. Durante el transcurso de su vida, fue considerado un magnate en la industria del entretenimiento.

## Inicios
Griffin nació en San Mateo, California, en el seno de una familia pobre de origen irlandés. Sus padres eran Mervyn Griffin Sr., un agente de bolsa, y Rita Griffin (nacida Robinson), un ama de casa. Criado como católico, Griffin empezó a cantar en el coro de su iglesia cuando era un niño, y en su adolescencia ganaba dinero extra como organista. Uno de los motivos por los cuales se inició en el mundo del espectáculo a temprana edad era que se le consideraba un prodigio del piano. Estudió en San Mateo High School, habiéndose graduado en 1942.
Durante la Segunda Guerra Mundial, Merv fue declarado exento por el Selective Service System después de fracasar en varios exámenes físicos militares, debido a un soplo cardiaco. Llamado al servicio durante la guerra de Corea, en esta ocasión fue encontrado apto para servicio, pero fue considerado demasiado viejo, porque la edad en que los soldados podrían ser reclutados era de 26 años, y acababa de cumplir 27.

## Carrera

### Cantante a los 19 años
Griffin empezó como cantante en la radio a los 19 años de edad, actuando en San Francisco Sketchbook, un programa nacionalmente sindicalizado que se basó en KFRC. Griffin era un adolescente grueso y desilusionó a sus fanes en la radio cuando le vieron. Avergonzado por su reacción, Griffin decidió adelgazar y cambiar su imagen, perdiendo 40 kilos en cuatro meses. Freddy Martin le oyó en la radio y le pidió viajar con su big band, lo cual hizo durante cuatro años.
Griffin también tuvo un papel sin acreditar como locutor en el radio para un clásico de horror y ciencia ficción, The Beast from 20 000 Fathoms.
Para 1945 Griffin ganó lo suficiente como para formar su propio sello discográfico, Panda Records, que produjo Songs by Merv Griffin, el primer álbum estadounidense en ser grabado en cinta magnética. Paulatinamente ganó popularidad entre los asistentes a los nightclubs, y su fama aumentó entre el público general gracias a su éxito de 1950 I've Got a Lovely Bunch of Coconuts. La canción alcanzó el número uno en la lista de éxitos musicales, vendiendo tres millones de copias.
En una de sus actuaciones en un nightclub, Griffin fue descubierto por Doris Day, quien preparó para él una prueba de cámara en los estudios de Warner Brothers para valorar su participación en By the Light of the Silvery Moon. Griffin no consiguió ese papel, pero gracias a la prueba hizo papeles de reparto en otros musicales como So This is Love en 1953. La película causó una cierta controversia cuando Griffin besó con la boca abierta a Kathryn Grayson. Ese beso fue el primero de la historia de Hollywood desde la introducción del Código Hays en 1934.
Griffin rodó varias películas más, como por ejemplo The Boy from Oklahoma y Phantom of the Rue Morgue, pero pronto llegó a estar desilusionado con el mundo del cine. Griffin decidió comprar su contrato a Warner Brothers y enfocarse en un nuevo medio: la televisión.

### Presentador de concursos
Entre 1958 y 1962, Griffin presentó un concurso producido por Mark Goodson y Bill Todman, llamado Play Your Hunch, que se emitió en todas las tres cadenas de televisión, pero principalmente en NBC. También presentó un concurso para ABC, llamado Keep Talking. Adicionalmente, también sustituyó por una semana a Bill Cullen, presentador original de The Price is Right, En 1963 NBC le ofreció la oportunidad de presentar un nuevo concurso, Word for Word, que Griffin produjo. Otros concursos producidos por Griffin fueron Let's Play Post Office para la NBC, en 1965; Reach for the Stars para la NBC, en 1967; y One in a Million para la ABC en 1967.

### Presentador detalk shows
Cuando Jack Paar accidentalmente apareció en el plató de Play Your Hunch durante una emisión en vivo, Griffin condujo una entrevista espontánea con Paar. Fue esta entrevista la que llevó a Griffin a obtener un papel de presentador invitado en The Tonight Show para Paar.
Cuando Johnny Carson fue finalizó su contrato con la CBS antes de presentar Tonight tras la salida de Paar en octubre de 1962, Griffin fue uno de muchos presentadores invitados que introdujo por la NBC. Encontró que presentar de un programa en vivo era muy incómodo, y lo trató de dejar después de sólo unos minutos en la cámara. Su productor le obligó a volver al escenario, sin embargo, y Griffin fue considerado el más exitoso de los presentadores, con su propio talk show en la NBC en 1962.
A mediados de la década de 1960, muchos otros cantantes de big band (como Dinah Shore y Mike Douglas) se habían reconvertido en presentadores de talk shows. En 1965 Griffin lanzó un talk show para Group W (Westinghouse Broadcasting): The Merv Griffin Show. Este programa se emitió en diversas franjas horarias por toda Norteamérica; muchas estaciones lo emitieron durante el día; unas lo emitieron enfrentándolo a The Tonight Show que era presentado por Johnny Carson en ese momento. En ese programa Griffin aparecía acompañado por el veterano actor británico Arthur Treacher, quien había sido su mentor. Treacher anunció el programa en sus inicios, diciendo, "...Y ahora, aquí hay nuestro querido muchacho, Meeeer-vin!" Sin embargo, después de que Treacher dejó el programa en 1970, Griffin anunciaría el programa por sí mismo: "¡Y ahora..., aquí vengo!" Según un obituario de Griffin publicado por Entertainment Weekly el 24 de agosto de 2007, The Merv Griffin Show permaneció en el aire durante 21 años, y ganó once Premios Emmy a lo largo de su trayectoria.
A Griffin no le importaba tratar temas controvertidos, especialmente la guerra de Vietnam. Los invitados a su show eran una mezcla ecléctica de artistas, autores, políticos, y actores con "personalidad" como Zsa Zsa Gabor. Griffin también llamaba a invitados controvertidos, como George Carlin, Dick Gregory, Richard Pryor, Norman Mailer, y Bertrand Russell. Griffin recibió la aprobación de la crítica, aunque el público en ocasiones estuviera en contra. Así, recibió críticas por dejar que el filósofo y activista antiguerra Bertrand Russell usara su programa para condenar la guerra en Vietnam. Otro invitado de Griffin fue Arnold Schwarzenegger, que hizo su debut en programas de estas características en Estados Unidos con una aparición en el programa de Griffin en 1974, después de mudarse de Austria y convertirse en un culturista.
Griffin dedicó dos programas al tema de la meditación trascendental y a su fundador, Maharishi Mahesh Yogi, uno en 1975 y otro en 1977. Se daba la circunstancia de que Griffin era un entusiasta estudioso de la práctica.
A Griffin también le gustaba charlar con la audiencia. Una de las habituales entre su público fue Lillian Miller, la cual acabaría siendo una más de los componentes del programa.
El productor de The Merv Griffin Show fue el mejor amigo de Griffin, Robert (Bob) Murphy, que llegó a ser presidente de Merv Griffin Enterprises.

### Presentador de programas nocturnos (late-night)

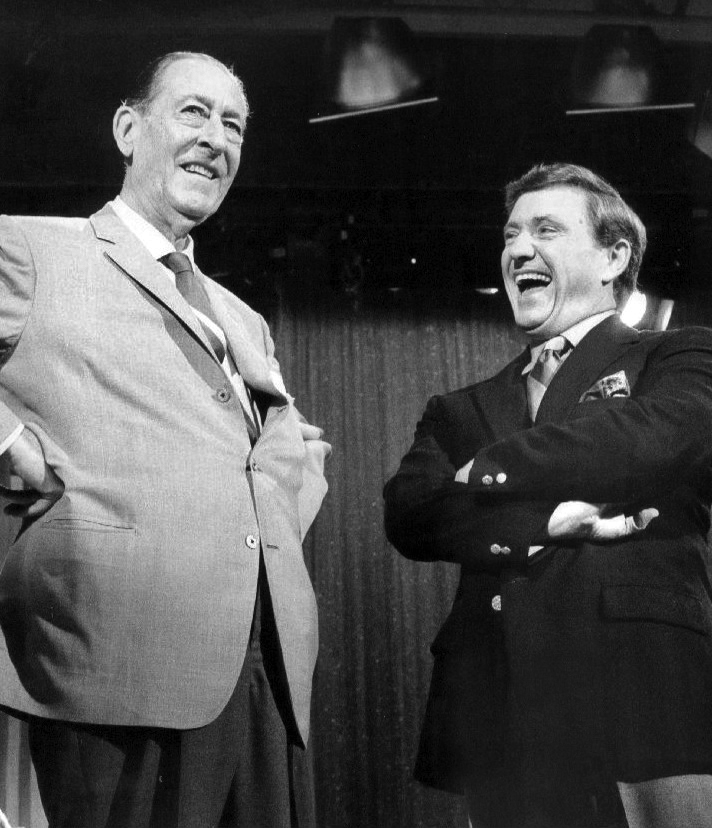
Griffin con su compañero, Arthur Treacher, en 1969.

La CBS le dio a Griffin un show en franja late-night en 1969, una decisión que fue desastrosa. La cadena desaprobaba los invitados queridos de Griffin, quienes a menudo trataban la guerra de Vietnam y otros temas tabú. Cuando el activista político Abbie Hoffman fue invitado por Griffin en abril de 1970, la CBS emborronó el vídeo de Hoffman, así que los espectadores no verían su camiseta característica con el patrón de la bandera americana, a pesar de que otros invitados habían usado la misma camiseta en el pasado sin ser censurado. Griffin disgustaba la censura impuesta por la CBS, y se quejó por ello.
Viendo que su relación con la CBS estaba finalizando, y cansado de las restricciones impuestas en su trabajo por la cadena, Griffin firmó en secreto un contrato con la compañía rival Metromedia. Su contrato con Metromedia le daría un acuerdo para un talk show diario tan pronto como la CBS cancelara el programa de Griffin. A los pocos meses, fue despedido por la CBS, empezando de manera inmediata un talk show con Metromedia, que sería emitido hasta mediados de la década de 1980. En 1986, Griffin estaba listo para retirarse y puso fin a las transmisiones de su talk show. Gracias a las ganancias obtenidas con sus concursos altamente exitosos, Griffin se había convertido en uno de los artistas más ricos del mundo del espectáculo.

## Creador de concursos
Griffin creó y produjo el exitoso concurso televisivo Jeopardy! en 1964; en un perfil de Associated Press publicado justo antes de que el programa se estrenó, Griffin dijo lo siguiente acerca de los orígenes del concurso:
Mi esposa Julann dio con la idea un día, cuando estábamos en un avión trayéndonos de vuelta a Nueva York desde Duluth. Yo estaba reflexionando sobre ideas para concursos, cuando observé que no había habido un concurso de 'preguntas y respuestas' con suficiente éxito desde los escándalos de concursos. ¿Por qué no hacer un cambio, y dar las respuestas a los concursantes y dejarlos enunciar la pregunta?
Ella dio un par de respuestas para mí: una fue '5.280,' y la pregunta, por supuesto, fue '¿Cuántos pies hay en una milla?'. Otro fue '79 Wistful Vista,' que fue la dirección de los protagonistas de Fibber McGee and Molly. Me encantó la idea, presenté la idea directamente a la NBC, y la cadena lo compró sin siquiera mirar a un programa piloto.
El show se estrenó en la NBC el 30 de marzo de 1964, con presentación de Art Fleming, y duró once años. Merv escribió la pieza musical de 30 segundos que se utilizó durante la ronda final del programa, llamada "Final Jeopardy!", y que más adelante pasó a ser la melodía principal para el programa durante la primera parte de la época en que fue presentado por Alex Trebek.
En 1975, la NBC canceló Jeopardy! después de moverlo dos veces en su horario diurno, y a pesar de que el programa tuvo un año adicional dejado en su contrato con la cadena. Griffin produjo un sucesor para el programa, Wheel of Fortune, que se estrenó el 6 de enero de 1975. Este concurso, presentado en sus inicios por Chuck Woolery y Susan Stafford, tuvo audiencias moderadas a lo largo de la existencia de su versión original, pero fue expandido a una hora completa en respuesta a la versión exitosa de 60 minutos de The Price is Right en la CBS. Apenas escapó la cancelación en 1980, cuando la NBC reemplazó todos sus otros concursos con un talk show diurno presentado por David Letterman; la NBC finalmente lo canceló en 1989, cuando la CBS adquirió los derechos para emitirlo por un año, antes de que el programa regresó a la NBC, y la versión diurna fue cancelada finalmente en 1991. Wheel of Fortune se convirtió en un fenómeno con su versión actual, que comenzó el 19 de septiembre de 1983, apareciendo en horario central con presentación de Pat Sajak y Vanna White. Se produjeron dos reposiciones diferentes de Jeopardy!: una en la NBC, que estaba en el aire durante cinco meses entre 1978 y 1979 con Art Fleming volviendo como presentador, y otra que se ha emitido en redifusión a partir del 10 de septiembre de 1984, con presentación de Alex Trebek. Las redifusiones de tanto Jeopardy! como Wheel of Fortune han continuado sus emisiones al presente.
En 1990, Griffin tuvo un ambicioso aunque fallido intento de adaptar el juego de tablero Monopoly a la televisión, creando un concurso con el mismo nombre. Su fracaso más grande en el mundo de concursos fue un programa salvaje llamado Ruckus, que emanó desde Resorts International Hotel & Casino en Atlantic City, del cual Griffin era propietario en ese momento. Involucrando acrobacias de tipo slapstick, y una versión bastante limitada de su programa viejo Reach for the Stars, el show inicialmente fue emitido a nivel local en Nueva York, con la intención de sindicación nacional a principios del año siguiente. Sin embargo, el programa recibió índices pésimos y fue cancelado después de varias semanas. Un público nacional obtuvo un vistazo, a través de reposiciones que se transmitieron durante un tiempo sobre GSN, cuando era conocida por su nombre lleno, "Game Show Network".
Tras su retiro, Griffin vendió su productora, Merv Griffin Enterprises, a Columbia Pictures Television por 250 millones de dólares, en la mayor adquisición de una compañía de entretenimiento gestionado por una sola persona en ese momento. Después de la venta, Forbes le nombró el artista de Hollywood más rico de la historia. Griffin mantuvo el título de creador para ambos programas.
Como dos potencias, Jeopardy! y Wheel of Fortune tuvieron numerosos spin-offs indirectos, con Griffin trabajando como consultor creativo. Tales programas incluyeron Wheel 2000, una versión infantil de Wheel emitida por la CBS en 1997; Jep!, una versión infantil de Jeopardy! emitido por GSN en 1998; Rock & Roll Jeopardy!, una versión de Jeopardy! emitido por VH1 en 1998 para proveedores de trivias relacionadas con la música popular; Click, un programa sindicalizado con orientación a los adolescentes, presentado por Ryan Seacrest; y Headline Chasers, un programa emitido en 1985 y producido por Griffin en asociación con Wink Martindale.
En el 14 de mayo de 2003, Griffin fue honorado por BMI con su "President's Award" en la ceremonia anual de los "BMI Film and Television Awards". Entre sus otros logros, Griffin fue citado para crear una de las melodías más famosas de la televisión estadounidense: la tema inmortal a su concurso Jeopardy!
En 2007, la empresa de producción lograda por Griffin, Merv Griffin Entertainment, comenzó la preproducción de un nuevo concurso sindicado llamado Merv Griffin's Crosswords (originalmente titulado Let's Play Crosswords y Let's Do Crosswords). El programa fue grabado en Los Ángeles después de los informes iniciales que se produciría por WMAQ-TV en Chicago. El show fue producido en asociación con Program Partners y la William Morris Agency y comenzó a transmitirse el 10 de septiembre de 2007. Estaciones adueñadas y operadas por la NBC en Nueva York, Los Ángeles, Chicago, San Francisco, y Dallas emitieron el programa, con muchas estaciones emitiendo dos episodios por día.

## Hombre de negocios
Griffin aventuró en el negocio inmobiliario, adquiriendo el Hotel Beverly Hilton en Beverly Hills. También adquirió el Resorts Hotel & Casino (anteriormente, el Chalfonte-Haddon Hotel) en Atlantic City a partir de Donald Trump en 1988. Además apoyó La Quinta Arts Festival y fue propietario del Merv Griffin Givenchy Resort & Spa de Palm Springs (actualmente llamado The Parker). Otras de sus posesiones fueron un rancho cerca de La Quinta (California) donde criaba caballos purasangre; St. Clerans Manor, una propiedad, antigua posesión del director John Huston, cerca de Craughwell, en Irlanda; y Paradise Island, en las Bahamas, adquirida en los años ochenta por 400 millones de dólares a Donald Trump, y que luego vendió por tan solo 125 millones.
Merv Griffin vendió su imperio por 250 millones de dólares a Coca-Cola en 1986. Posteriormente se dedicó a la compra de hoteles, y se estimó en 2003 que su patrimonio era de unos 1200 millones de dólares.
En marzo de 2001 Griffin volvió a cantar, editando un álbum titulado It's Like a Dream.

## Vida privada
El matrimonio Reagan y Griffin eran amigos desde hacía muchos años. Griffin y la antigua primera dama de los Estados Unidos Nancy Reagan intercambiaban felicitaciones de cumpleaños cada 6 de julio, pues compartían el día de nacimiento. Además, Griffin fue portador honorario del féretro del Presidente Ronald Reagan en 2004.
Aparte de eso, Griffin mantuvo muchos detalles de su vida íntima y empresarial en privado. En el hecho de que era rico, él dijo, "Si la gente sabe que eres rico, no hablará con usted cuando camina por la calle." También mantuvo su riqueza como un secreto a voces, acumulando hoteles, casinos, y puntos de venta en los medios de comunicación con un patrimonio neto muy estimado en más de mil millones de dólares. Griffin dijo que no sabía realmente su patrimonio, declarando, "Me impediría dormir por la noche." Mantuvo su amistad con Julann Wright, su esposa antigua, quien lo ayudó en crear la premisa de Jeopardy!
Griffin fue considerado un "homosexual" por sus antiguos colegas, pero permaneció en el armario a lo largo de su vida. Sólo después de su muerte se hizo pública su bisexualidad.

## Enfermedad y fallecimiento

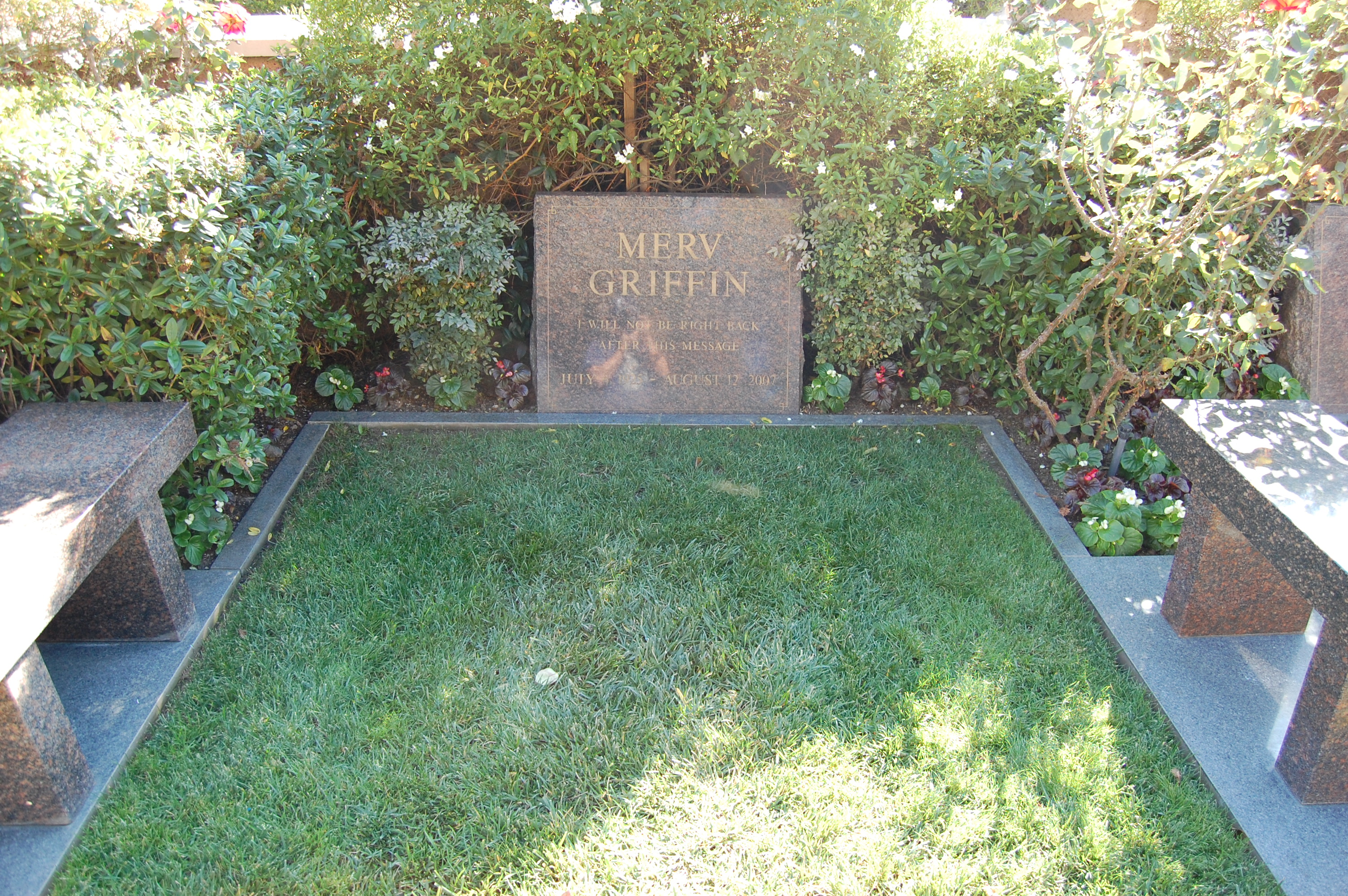
Tumba de Merv Griffin en el cementerio Westwood Village Memorial Park en Brentwood, California. Diciembre de 2011.

A Griffin le diagnosticaron y trataron un cáncer de próstata en 1996. El cáncer reapareció, y por este razón, tuvo que ser ingresado en el Centro Médico Cedars Sinai de Los Ángeles, donde su condición deterioró, conduciendo a su fallecimiento el 12 de agosto de 2007. Griffin había tenido un hijo, Tony, nacido en 1959 a partir de su matrimonio con Julann Wright, con la que estuvo casado entre 1958 y 1976.
Honras fúnebres fueron conducidos para Griffin en el 17 de agosto de 2007 en la Church of the Good Shepherd en Beverly Hills. Las honras fueran asistidas por una antigua primera dama, Nancy Reagan; el gobernador de California, Arnold Schwarzenegger (que otorgó el elogio junto con Tony Griffin); la periodista Maria Shriver; actores, personalidades de televisión, empleados, y amigos, incluyendo Pat Sajak, Vanna White, Alex Trebek, Dick Van Dyke, Jack Klugman, Dick Van Patten, Ellen DeGeneres y su compañera Portia de Rossi, Ryan Seacrest, Catherine Oxenberg y su esposo Casper Van Dien. Los portadores del féretro fueron Ron Ward, vicepresidente del Griffin Group; Robert Pritchard, presidente del Griffin Group; y Tony Griffin. Su nieto de siete años de edad, Donovan Mervyn Griffin, era un portador del féretro honorario con Nancy Reagan. Después del entierro, una recepción fue celebrada en el Beverly Hilton, un inmueble que perteneció a Griffin desde 1987 hasta 2003. Griffin fue enterrado en el Cementerio Westwood Village Memorial Park de Los Ángeles, y el epitafio en su lápida mortuoria lee, "No regresará después de esta mensaje", un epitafio que Griffin anunció en The Late Late Show with Craig Ferguson.
Game Show Network (GSN) honró a Griffin transmitiendo maratones de programación de Wheel of Fortune y Jeopardy!, con diez episodios por programa, durante el fin de semana del 18 y 19 de agosto de 2007. El maratón de Wheel incluyó dos episodios con cameos de Griffin: la salida de Pat Sajak de la versión diurna en 1989, y un episodio de la temporada 1992-1993 que terminó con una actuación musical de Griffin, los MervTones, y Vanna White en un club nocturno en Orlando, Florida. El maratón de Jeopardy! consistió en una repetición de la "Million Dollar Masters Tournament" de 2002.

## Selección de canciones populares
- "I've Got a Lovely Bunch of Coconuts"
- "Wilhelmina"
- "Never Been Kissed"
- "The Charanga" (n.º 69 en Pop Charts, 1961)
- "Happy To Know You" (Éxito radiofónico, 1973)
- "Tema musical de Jeopardy!"
- "Changing Keys" (tema musical de Wheel of Fortune)